# Filmelier
O Filmelier é um portal de filmes nos cinemas e para assistir online, em plataformas de streaming e video on demand como Netflix, Disney+, Prime Video e Google Play, que tem como objetivo diminuir o tempo no momento da escolha de um filme. Foi co-criado por Renan Martins Frade e pela Sofa Digital e seu CEO, Fabio Lima.
Lançado em beta no Brasil em 2017, divide sugestões em listas temáticas, gêneros, premiações e nota, além de segmentações próprias  - chegando a ser comparado a um "cardápio" digital da sétima arte. Também está presente no México.

## Objetivo
O Filmelier tem como propósito indicar filmes com segmentações que se encaixem no gosto do usuário, independente de qual ele seja. O portal traz uma curadoria de longas-metragens para os seus visitantes, trazendo informações como temática, direção, atuações, premiações, participação em festivais, etc. . Além disso, o serviço também se propõe a ampliar o público de produções independentes que foram menos acessíveis no circuito comercial.
Há listas temáticas, reunindo longas-metragens que tenham características parecidas - que vão desde o tema ao país de origem, por exemplo.  Todos os filmes indicados pelo Filmelier estão disponíveis para serem assistidos no Brasil, seja nas plataformas vídeo sob demanda ou nos cinemas, e há links para assistir diretamente nas plataformas online ou para a compra de ingressos, bastando clicar naquela que for de sua preferência. Há, também, uma sessão de notícias, com informações sobre filmes, o mercado de VOD, o mercado de cinema em geral e tutoriais.

## Filmes
O Filmelier traz atualmente sugestões e links de filmes online, disponíveis em plataformas de video on demand transacional (TVOD, na qual é pago um valor pelo aluguel/compra de cada longa) e por assinatura (SVOD, na qual é pago uma assinatura mensal para ter acesso a todo o catálogo de produções):
- Claro TV+
- iTunes / Apple TV
- Netflix
- Google Play
- Amazon Prime Video
- YouTube
- Max
- Globoplay
- Apple TV+
- SKY Play
- MUBI
- Disney+

Além disso, o portal ainda recomenda longas-metragens disponíveis nos cinemas, direcionando para a aquisição de ingressos, e títulos de graça em plataformas da internet como Pluto TV e NetMovies.

## Nova identidade

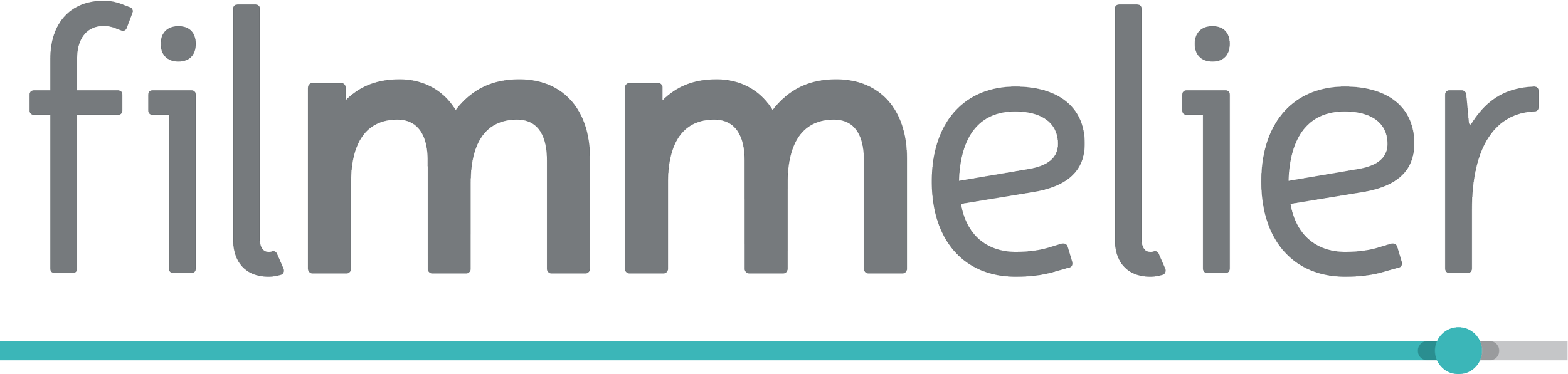
Primeiro logo do Filmelier, então Filmmelier, usado entre 2017 e 2020.

Em setembro de 2020, o Filmelier anunciou uma remodelação em sua identidade. Trocou o nome Filmmelier (com duas letras m) por Filmelier (com apenas um), para facilitar a escrita e a leitura. Além disso, abandonou o antigo logo por uma nova marca - que traz referências do art déco (que representa a Hollywood clássica e a tradição independente europeia) com uma perspectiva inspirada no filme Matrix (o que evoca a modernidade e a sua infinidade de opções).

## Canais de streaming
Em 2024, a Sofa Digital ampliou a presença da marca Filmelier com o lançamento do Filmelier TV, um canal de streaming linear que oferece filmes gratuitos em plataformas como Pluto TV e Samsung TV Plus. No ano seguinte, em 2025, a empresa lançou o Filmelier+, um serviço de streaming por assinatura disponível no Amazon Prime Video.